# Griesingen

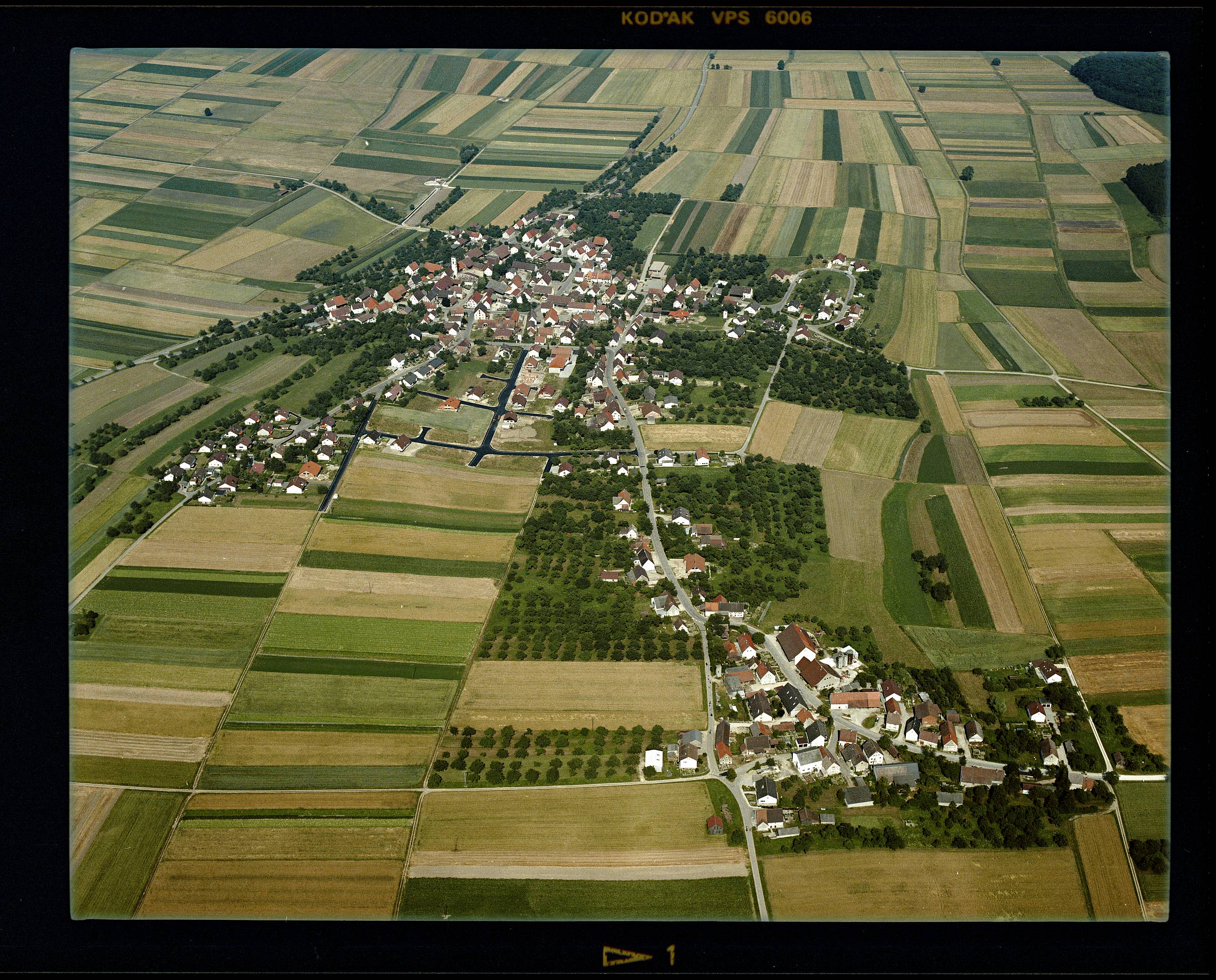
Luftbild von Griesingen (1983)

Griesingen ist eine Gemeinde im Alb-Donau-Kreis in Baden-Württemberg (Deutschland).

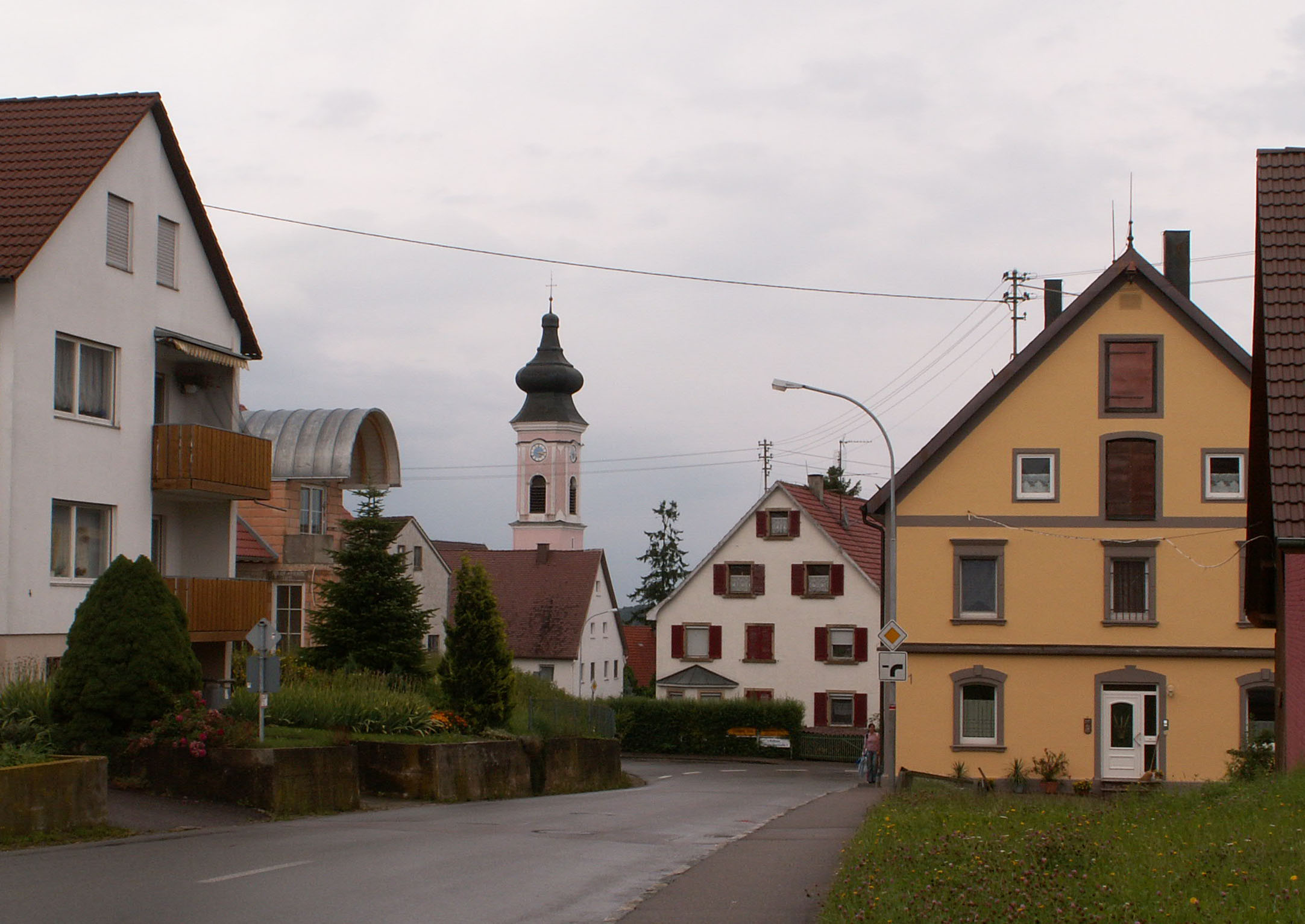
Untergriesingen

## Geografie

### Lage
Griesingen liegt an der Donau etwa 25 Kilometer flussaufwärts von Ulm.

### Nachbargemeinden
Die Gemeinde grenzt im Osten an Öpfingen, im Süden an die Stadt Laupheim im Landkreis Biberach und ist ansonsten vom Gebiet der Stadt Ehingen umgeben.

### Schutzgebiete
Die Gewanne Halden und Berren sind als Landschaftsschutzgebiet Griesingen ausgewiesen. Die Gemeinde hat zudem Anteil am FFH-Gebiet Donau zwischen Munderkingen und Ulm und nördliche Iller.

### Flurnamen
„Flurnamen sind die Namen von Bergen und Tälern, Wäldern und Feldern, Bächen und Teichen, Wegen und Stegen und anderer unbewohnter Örtlichkeiten außerhalb von Siedlungen. Sie enthalten, oft über viele Jahrhunderte überliefert, altes – nicht selten auch fremdes – Sprachgut und gestatten Rückschlüsse auf die Besiedlungsgeschichte. Flurnamen sind damit wichtige Quellen der Regionalgeschichte.“ (Quelle: Heimatbund Thüringen)
Manche Flurnamen sind zwar alt, aber noch in lebendigem Gebrauch, andere sind Geschichte geworden und nur noch wenigen Menschen bekannt. Sie erzählen etwas über das Leben und Arbeiten der Menschen im Ort – wie sie ihren Lebensunterhalt erwarben, womit sie sich plagen mussten, wo sie ihre Feste gefeiert haben und wo sie heute feiern.

#### Am Griesinger Wald
Das Flurstück befindet sich am Waldrand in der Verlängerung der Waldstraße, am Käppele vorbei, den Berg am Waldrand entlang hoch, am Bildstöckle vorbei. Das Flurstück liegt etwa auf halber Strecke zwischen dem Käppele und der Ecke des Waldes, dem Süden zu.
Benachbart: Bibellüß, Greut, Hinter dem Berg, Blößäcker (teils Markung Schaiblishausen). Die Gemeinde Griesingen ist Besitzerin zweier kleiner Waldparzellen im Taxis’schen Wald. Diese liegen jedoch im südöstlichen Markungsgebiet bei den Flurstücken „Unteres Greut“ und „Eichenwäldle“, weitab von der Flur „Am Griesinger Wald“. Die Benennung „Am Griesinger Wald“ kann sich also nicht auf kommunale Besitzverhältnisse beziehen, sondern auf die Lage dieses großen Waldgebiets, das sich in der Nähe zu Griesingen und zu einem größeren Teil auch auf Griesinger Markung befindet. Auch in Nachbarorten spricht man vom „Griesinger Wald“.
Das Flurstück „muss im 18. Jahrhundert gerodet und an die Bauern verteilt worden sein.“ (C. Kohl) – Siehe auch unter der nachstehenden Flur „Am Nasgenstadter See“.

#### Am Nasgenstadter See
Das Flurstück liegt heute vermutlich auf Markung Nasgenstadt. Es ist jedoch auf Flurkarten nicht mehr eingetragen. Doch liegt nahe, dass es in den Nasgenstadter Flurnamen Wasserstall, Hirtensee und „Krummer See“ aufging. Nach dem Dreißigjährigen Krieg (1618–48) wurde durch gewollten Zuzug von Bauern weitere Flächen urbar gemacht (siehe „Stockäcker“). Auch im Ösch, der Nasgenstadt zu gelegenen ist, entstanden damit zugleich neue Flurnamen – auf damaliger Griesinger Markung: Am Nasgenstadter See, Brühl, Halden, Pfaffental, Im See (Krummer See), Untere Au.

#### Alte Viehweidteile
Fast an der südöstlichen Markungsgrenze (Rißtissen zu), am Waldrand. Benachbart: Forchenteile, Steglache, Untere Straßenteile. Teile sind meist kleine Stücke aus der Allmende. Allmende heißen die von der Dorfgemeinschaft gemeinsam bewirtschafteten landwirtschaftlichen Grundstücke. Das Nutzungsrecht wurde verlost. Daher sagte man auch Losteile oder Allmendteile. Nach ihrer Nutzung gab es neben Viehweidteilen auch Krautteile, Rüb(en)teile usw.
Über das Bürgerrecht und die Allmendenutzung:
„Um 1840 fällt im Ehinger Teilort Altsteußlingen auf, dass zunehmend Einheimische wie auch solche, die von auswärts einheiraten wollten, das Bürgerrecht in der Gemeinde anstrebten. Solche Anträge wurden auf dem Schultheißenamt (Gemeindeverwaltung) genau geprüft. Damit ein Neubürger der Gemeinde voraussichtlich nicht zur Last fallen würde, musste er seinen Leumund (so etwas wie ein polizeiliches Führungszeugnis) und seine Vermögenslage durch Zeugnisse (Belege) nachweisen. Für das verliehene Bürgerrecht musste eine Bürgerannahmegebühr entrichtet werden. Oft waren auch noch Verpflichtungen auferlegt, zum Beispiel einen Feuereimer zur Brandbekämpfung in der Gemeinde anzuschaffen. (...) Ein Einwohner, der nicht Bürger der Gemeinde war, hatte keinen Anspruch auf die Vorrechte eines Bürgers wie soziale Hilfe, Allmende-Nutzung, kostenlosen Schulbesuch. Wenn ein Bürger mit Gebühren oder Steuern für die Gemeinde in Verzug kam, wurde ihm mit dem Entzug des Bürgerrechts gedroht.“
(Wohlleb, Altsteußlingen)

## Geschichte

### Überblick
Der Ort lag im Hochmittelalter im Gebiet des Herzogtums Schwaben. Im späten Mittelalter gehört Griesingen zur Herrschaft Berg und gelangte mit dieser 1343 an die schwäbischen Vorlande der Habsburger. Die Habsburger belehnten in der Folge verschiedene niederadelige Herren mit der Ortsherrschaft. Seither war die Geschichte Griesingens eng mit der Herrschaft Öpfingen verbunden, die 1503 an die Freiherren von Freyberg fiel. Durch die Mediatisierung kam Griesingen 1805 an das Kurfürstentum Württemberg, welches im Jahr darauf zum Königreich erhoben wurde. Die Freiherren von Freyberg verkauften ihre Herrschaft Öpfingen samt Griesingen und Niederhofen 1809 an die Fürsten von Thurn und Taxis. Diese führten über ihre Vogtei Oggelsbeuren bis 1849 eine eigene standesherrliche Patrimonialverwaltung. Erst danach gelangte Griesingen unter die direkte Verwaltung durch das Oberamt Ehingen.
Bei der Kreisreform während der NS-Zeit in Württemberg gelangte Griesingen 1938 zum Landkreis Ehingen. Nach dem Zweiten Weltkrieg wurde Griesingen Teil der Französischen Besatzungszone und kam somit zum Nachkriegsland Württemberg-Hohenzollern, welches 1952 im Land Baden-Württemberg aufging. Seit der Kreisreform von 1973 ist Griesingen Teil des Alb-Donau-Kreises.

### Wappen
Das Wappen der Gemeinde Griesingen basiert auf dem Wappen der Herren von Griesingen mit Bestandteilen des Wappens der Herren von Freyberg.

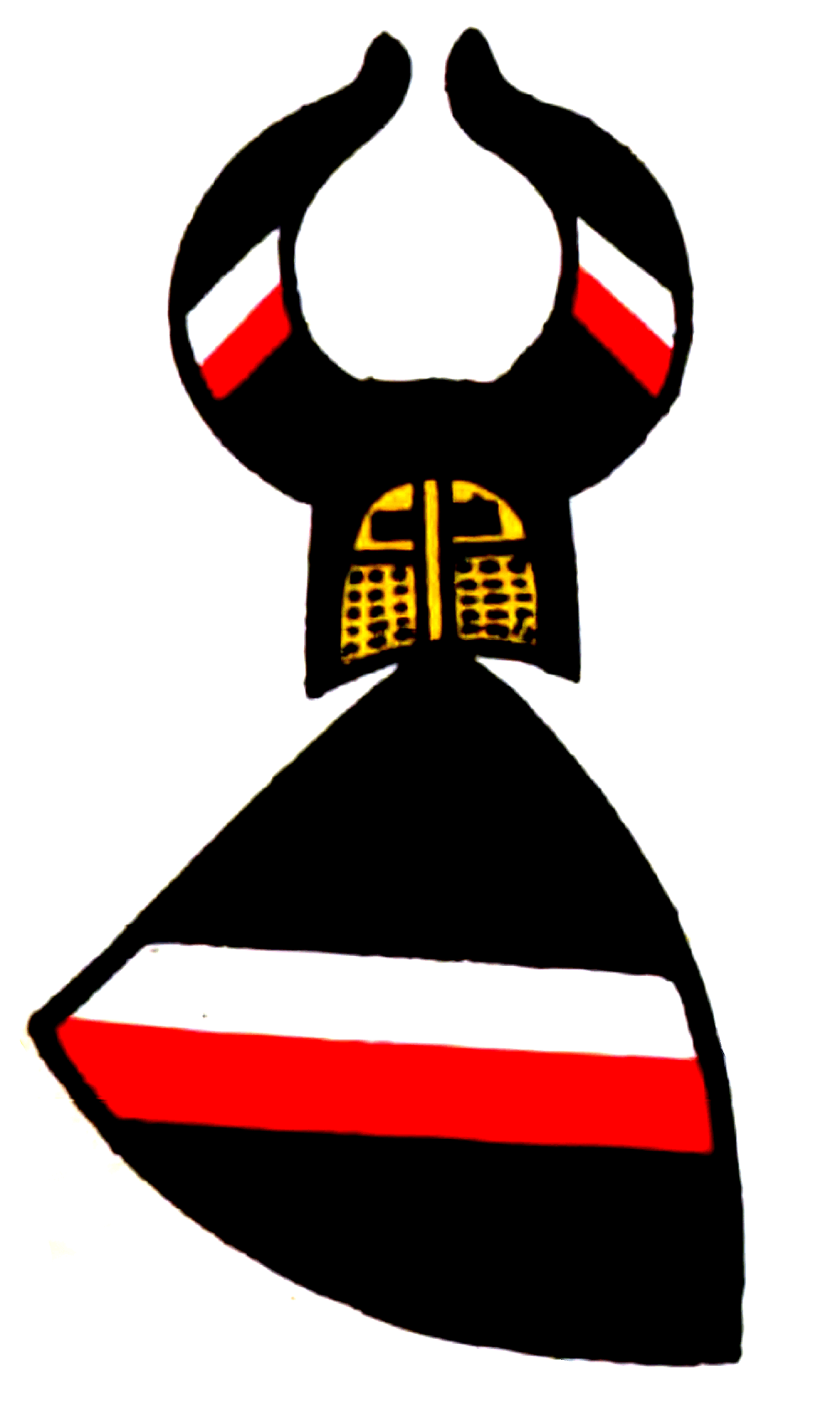
Wappen der Herren von Griesingen in der Zürcher Wappenrolle, ca. 1340
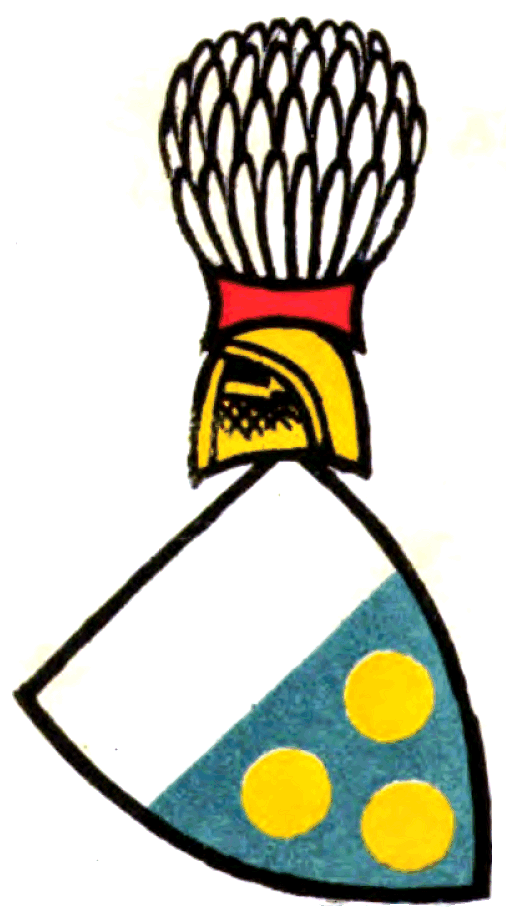
Wappen der  Herren von Freyberg in der Zürcher Wappenrolle

## Religion
Die Bevölkerung Griesingens ist überwiegend römisch-katholisch. Die Gemeinde ist Sitz der Pfarrei St. Leodegar, die zur Seelsorgeeinheit Donau-Riß im Dekanat Ehingen-Ulm gehört und somit dem Bischof der Diözese Rottenburg-Stuttgart unterstellt ist.

## Politik

### Gemeinderat
Der Gemeinderat in Griesingen hat zehn Mitglieder. Er besteht aus den ehrenamtlichen Gemeinderäten und dem Bürgermeister als Vorsitzendem. Der Bürgermeister ist im Gemeinderat stimmberechtigt. Bei der Kommunalwahl am 9. Juni 2024 wurde der Gemeinderat durch Mehrheitswahl aus einer Einheitsliste gewählt. Mehrheitswahl findet statt, wenn kein oder nur ein Wahlvorschlag eingereicht wurde. Die Bewerber mit den höchsten Stimmenzahlen sind dann gewählt. Die Wahlbeteiligung betrug 77,3 %.

### Bürgermeister
Der Bürgermeister wird nach der baden-württembergischen Gemeindeordnung auf acht Jahre gewählt.
- 1997–2014: Ulrich Oberdorfer
- im Februar 2014 wurde der Berufssoldat Oliver Klumpp (parteilos) mit 55,8 % der Stimmen zum neuen Bürgermeister gewählt. Am 16. Januar 2022 wurde er im ersten Wahlgang mit 98 Prozent der Stimmen für eine zweite Amtszeit wiedergewählt.

## Kultur
Der Musikverein Griesingen e. V., welcher im Jahre 1958 gegründet wurde, hat derzeit ca. 50 Musiker in der Hauptkapelle. Unter der Leitung von Andreas Braig nimmt der Musikverein an etlichen Auftritten bei verschiedenen Veranstaltungen aber auch bei festlichen Anlässen in der Gemeinde teil. Ein besonderer Höhepunkt der Vereinsgeschichte, war die Teilnahme an der Steubenparade in New York und die anschließende 14-tägige Konzerttournee in den Vereinigten Staaten von Amerika im September 1977.

## Wirtschaft und Infrastruktur

### Verkehr
Durch das Gemeindegebiet verläuft der Donauradweg, der von Donaueschingen über Passau, Wien und Budapest bis zur Mündung in das Schwarze Meer führt. Er wird ab Tuttlingen auch als EuroVelo-Route EV6 und zwischen Tuttlingen und Passau als D-Route 6 geführt.

### Ansässige Unternehmen
Neben Kleingewerbetrieben befinden sich in Griesingen ein medizinischer Fachverlag und eine Presseagentur für Medizin.

## Bildung
Griesingen verfügt über eine eigene Grundschule und einen Kindergarten, der von der katholischen Kirche betrieben wird. Der Besuch weiterführender Schulen ist nur in den Nachbargemeinden möglich.